# Chrysopogon gryllus
La trebbia maggiore (Chrysopogon gryllus (L.) Trin., 1820) è una pianta erbacea perenne della famiglia delle Poacee.

## Descrizione
La pianta è alta 50–150 cm. Le spighette sono a gruppi di tre, di cui una fertile e unisessuata e le altre due sterili o non sviluppate completamente. Il frutto è una cariosside.

## Distribuzione e habitat
La specie è originaria dell'Europa e delle aree tropicali e temperate dell'Asia.
Si trova nelle aree steppiche del nord Italia, ad esempio nel greto del fiume Tagliamento. Una stazione si trova anche sui Monti Rognosi  in provincia di Arezzo.

## Usi
Nel secolo scorso venivano raccolte le radici in zolle, utilizzando una pala della pala dal cuadri, per produrre spazzole.